# Relaciones Guatemala-Siria
Las relaciones Guatemala-Siria  son las relaciones internacionales entre Siria  y Guatemala. Los dos países no han establecido relaciones diplomáticas entre sí.

## Relaciones diplomáticas
Guatemala no mantiene relaciones diplomáticas con casi 38 países, gran mayoría de ellos en África y Asia entre ellos está Siria.
Siria es uno de los países que deben procesar una visa guatemalteca en las Representaciones Diplomáticas, Embajadas o Consulares de Guatemala en el extranjero.
Se espera que en los próximos años, Guatemala inicie un diálogo con Siria. En 2017, el presidente Jimmy Morales anunció el traslado de la embajada de Guatemala de Tel Aviv a Jerusalén, lo que causó la condena de Palestina, Siria y la Liga Árabe.